# Tomáš Houdek
Tomáš Houdek (* 30. března 1981, Třinec) je bývalý český hokejový hráč, hrající na pozici obránce. Část kariéry strávil v Třinci. Mezi jeho další působiště patří Hradec Králové, Prostějov, Opava, Praha, Olomouc, Zlín, Kladno, Ústí nad Labem, Vrchlabí, HC Kometa Brno a MsHK DOXXbet Žilina. V extralize naposledy hrál za HC Olomouc v sezóně 2017/18.

## Hráčská kariéra
- 1999/2000 HC Oceláři Třinec (E, jun)
- 2000/2001 HC Oceláři Třinec (E, jun)
- 2001/2002 HC Oceláři Třinec (E), HC VČE Hradec Králové (1. liga), HK Jestřábi Prostějov (1. liga)
- 2002/2003 HC Oceláři Třinec (E), HC Slezan Opava (1. liga)
- 2003/2004 HC Oceláři Třinec (E), HC Slavia Praha (E)
- 2004/2005 HC Oceláři Třinec (E), HC Olomouc (1. liga), HC Slezan Opava (1. liga)
- 2005/2006 HC Hamé Zlín (E)
- 2006/2007 HC Rabat Kladno (E), HC Slovan Ústečtí Lvi (1. liga)
- 2007/2008 HC Slovan Ústečtí Lvi (E), HC Vrchlabí (1. liga), HC Kometa Brno (1. liga)
- 2008/2009 HC Kometa Brno (1. liga)
- 2009/2010 HC Kometa Brno (E)
- 2010/2011 HC Kometa Brno (E)
- 2011/2012 MsHK DOXXbet Žilina (SE)
- 2012/2013 HC Olomouc (1. liga)
- 2013/2014 HC Olomouc (1. liga)
- 2014/2015 HC Olomouc (E)
- 2015/2016 HC Olomouc (E)
- 2016-2017 HC Olomouc (E)
- 2017-2018 HC Olomouc (E)

- Celkem v Extralize: 224 zápasů a 12 bodů. (ke konci sezony 2008/2009)